# Abresch-Cramer Auto Truck Company
Die Abresch-Cramer Auto Truck Company war ein kurzlebiger, US-amerikanischer Nutzfahrzeughersteller. Der Markenname war Abresch-Cramer, belegt ist auch eine Schreibweise Abresch-Kremers. Die Fahrzeuge trugen den Schriftzug Abresch und wurden auch in der Werbung gelegentlich so genannt. Das Mutterhaus war seit Jahrzehnten spezialisiert auf Brauerei-Fuhrwerke und auch viele Abresch-Cramer Lastkraftwagen wurden an diese Kundschaft geliefert.

## Unternehmensgeschichte
Das Unternehmen wurde als Tochtergesellschaft des seit 1871 bestehenden und angesehenen Fuhrwerk- und Karosseriebauunternehmens Charles Abresch Company in Milwaukee (Wisconsin) eingerichtet, um die dort seit 1909 bestehende Nutzfahrzeugproduktion zu übernehmen.
Die Abresch-Cramer Auto Truck Company wurde mit US$ 20.000.- finanziert und Anfang 1910 als Corporation organisiert. Dem Vorstand gehörten Charles Abresch, Robert Crawley und Louis Schneller an. Geschäftsführer war der Konstrukteur Robert Cramer, ursprünglich Kremers. Er war auch für die Fahrzeugtechnik zuständig, die auf seinen Entwürfen fußte.

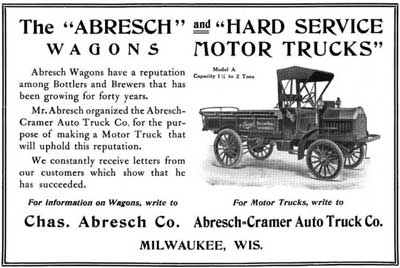
Diese Anzeige von 1910 bewirbt links Abresch-Fuhrwerke und rechts den Abresch-Cramer LKW. Abgebildet ist ein Model A mit 1,5 - 2 tn Nutzlast.

Seinen Sitz hatte das Unternehmen im Stehling-Gebäude an der Third und Poplar Street in Milwaukee, einer fünfstöckigen, bereits in armiertem Beton errichteten Fabrik mit einer Grundfläche von etwa 38 × 46 Meter. Es lag nur wenige Blocks entfernt vom Mutterhaus. Die Produktion wurde auf 100 Fahrzeuge jährlich ausgelegt und sollte bald verdoppelt werden. Die Fahrzeuge waren Assembled vehicles, also aus am freien Markt erhältlichen Komponenten zusammengestellt. Das war gerade im Nutzfahrzeugbau eine verbreitete Methode, die es auch regional tätigen Herstellern ermöglichte, gute Produkte zu konkurrenzfähigen Preisen anzubieten. Mit der großen Reorganisation des Marktes als Folge des Ersten Weltkriegs – es entstand kurzfristig ein Überangebot an preisgünstigen LKW aus Armeebeständen und demzufolge einen Preiszerfall – und dem Aufkommen der USA-weiten Vertriebsnetze der großen Hersteller verschwanden solche kleine Mitbewerber. Der Abresch-Cramer hielt sich bei weitem nicht so lange, obwohl Cramer den Ehrgeiz hatte, zu einem der größten Nutzfahrzeughersteller der USA aufzusteigen. Diese Pläne ließen sich nicht realisieren. Der Unternehmensgründer Charles Abresch verstarb am 27. April 1912 und sein Vetter und Nachfolger als Präsident der Charles Abresch Company, Louis Schneller, stellte kurz darauf die Nutzfahrzeugproduktion ein. Die Abresch-Cramer Auto Truck Company wurde aufgelöst, während die Charles Abresch Company bis 1965 bestand. Nach mehreren Reorganisationen existiert es bis heute als Restaurierungs- und Reparaturbetrieb weiter und firmiert seit 1980 als Bennett Coachworks.
Robert Cramer gründete 1920 die Cramer Manufacturing Company, welche die Automobilindustrie mit Öl- und Wasserpumpen belieferte.

## Modellgeschichte

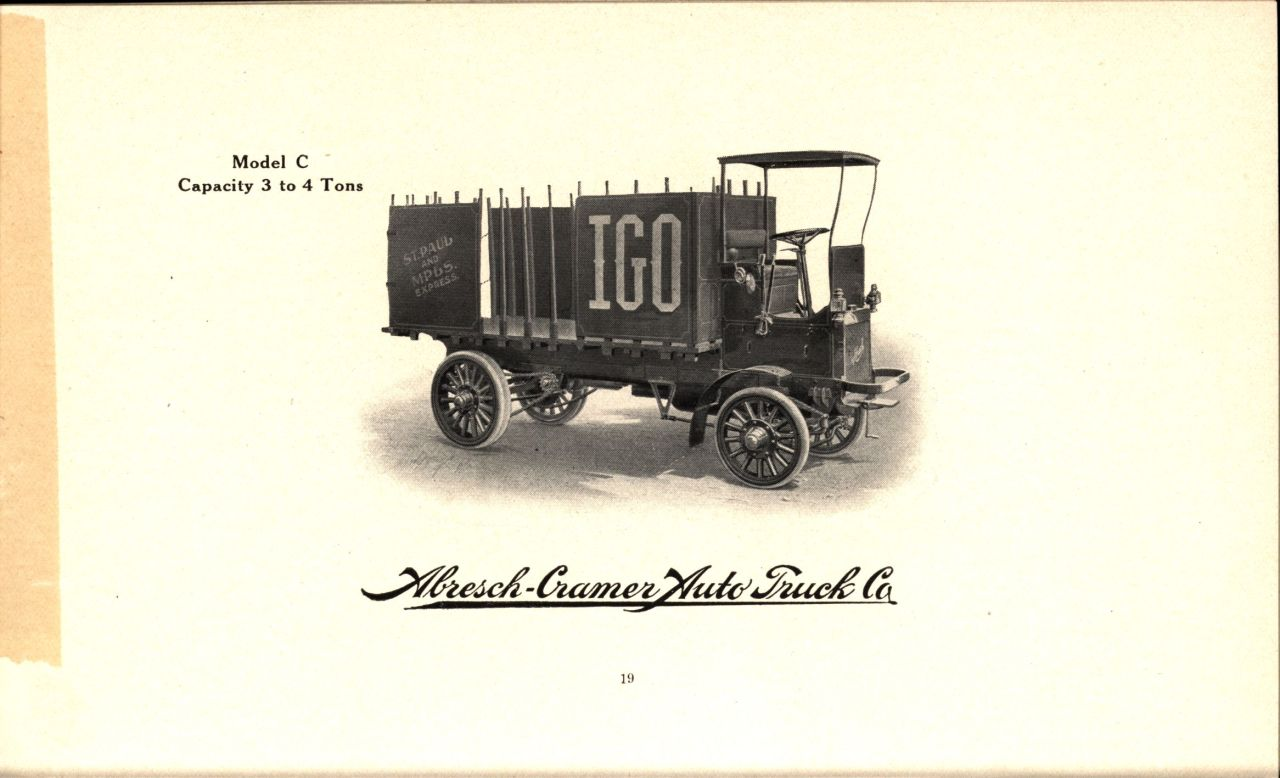
Abresch-Cramer Model C Frontlenker mit kurzem Radstand (1911).

Diese Fahrzeuge waren konventionelle Konstruktionen, die ab 1909 bei der Charles Abresch Companyhergestellt wurden. Als
Assembled vehicles wurden sie aus am freien Markt erhältlichen Bauteilen und Komponenten zusammengestellt. Das war gerade im Nutzfahrzeugbau eine verbreitete Methode, die es auch regional tätigen Herstellern ermöglichte, gute Produkte zu konkurrenzfähigen Preisen anzubieten. Zumindest Model C war auch als Frontlenker lieferbar.

## Technik

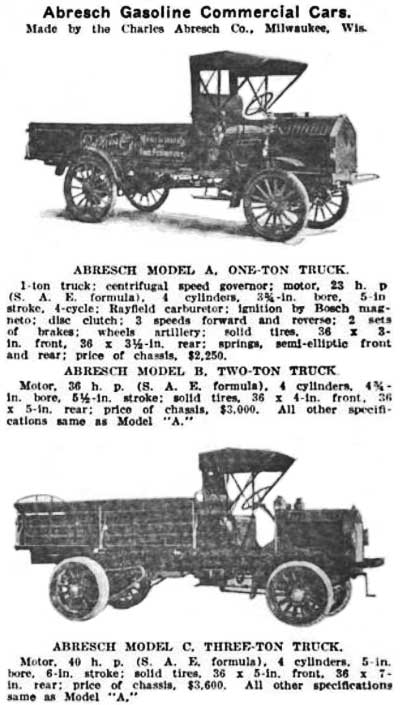
Abresch-Anzeige mit technischen Daten (ca. 1910).

Die drei Abresch-Cramer Modelle A, B und C waren sich technisch sehr ähnlich. Die Unterschiede lagen im Radstand (und damit der Länge), im Hubraum und in der Nutzlast. Model B war auch mit Zwillingsrädern an der Hinterachse lieferbar, ebenso Model C, das zudem mit kurzem oder langem Radstand erhältlich war. Nur von diesem sind auch Frontlenker-Versionen bekannt, bei denen der Fahrerstand über dem Motor angebracht war. Es gibt keine Hinweise auf technische Veränderungen in der kurzen Produktionszeit. Die nachstehenden Daten beruhen auf Werksangaben und auf der Beschreibung eines 4 sh. tn.-Bierwagens (ca. 3600 kg), den Abresch 1910 an eine Brauerei auslieferte.

### Motor
Alle Abresch-Cramer LKW hatten großvolumige, wassergekühlte Vierzylinder-Viertaktmotoren, die mit T-Kopf-Ventilsteuerung arbeiteten und aus 3,6 bis 7,7 Liter Hubraum 23 bis 40 SAE-PS leisteten. Abresch-Cramer setzte Drehzahlbegrenzer mit Fliehkraftschalter ein. Die Kurbelwelle war geschmiedet und hitzebehandelt, die Ventile aus Nickelstahl  waren austauschbar und auf Parson-Lagern mit Bronze-Buchsen aufgebaut. Pro Kolben wurden vier Kolbenringe verwendet. Die Schmierung erfolgte im Druckumlaufverfahren mit einer Ölpumpe. Die Wasserkühlung wurde mit einer von einer Nockenwelle angetriebenen Wasserpumpe gefördert; T-Kopf-Motoren haben bauartbedingt je eine Nockenwelle für die Ein- und Auslassventile.
Aus den vorliegenden Quellen geht der Motorenlieferant nicht hervor; ausgeschlossen sind die Marktführer Continental und Buda, die beide keine T-Kopf-Motoren herstellten. Abresch-Cramer verwendete Zündanlagen von American Bosch und Vergaser von Rayfield oder Stromberg.

### Antrieb
Die Kraft übertrug eine Mehrscheibenkupplung im Ölbad, eine Antriebswelle und ein Dreiganggetriebe mit Klauenschaltung und Rückwärtsgang. Getriebe und Differential saßen in einem gemeinsamen Gehäuse vor der Hinterachse.  mittels  und einem Vorgelege. Von dort führten auf beiden Seiten Anriebswellen und Ketten zu den Hinterrädern.

### Fahrgestell
Ein Leiterrahmen wird nicht erwähnt, kann aber vorausgesetzt werden. Der Radstand ist nur für Model C bekannt. Er betrug wahlweise 145 Zoll (3683 mm) oder 175 Zoll (4445 mm). Es ist anzunehmen, dass Model A einen kürzeren und Model B einen höchstens gleich langen Radstand hatte.
Das Fahrzeug hatte Starrachsen; der Hersteller vermerkte Halbelliptik-Blattfedern vorn und hinten. Das Fachmagazin Commercial Vehicle nennt in einer Beschreibung des Unternehmens und seiner Produkte im August 1910 vorne Vollelliptikfedern, was auf Illustrationen bestätigt wird.
Abbildungen zeigen vorne tatsächlich Vollelliptik-Federpaare und eine besonders massive und quer zur Fahrtrichtung angebrachte Halbelliptik-Feder an der Hinterachse. Commercial Vehicle erwähnt hinten eine „Plattform“, womit offenbar diese Querblattfeder gemeint ist. Denkbar ist auch eine Kombination von zwei längs angeordneten Federn, die vorn am Fahrgestell und hinten an Enden der stärkeren Querblattfeder aufgehängt sind.
Der Abresch-Cramer Model B hatte zwei unabhängige Bremssysteme. Das erste bestand aus einer vom Fahrer durch ein Pedal betätigte Bremstrommel an der Vorgelegewelle. Eine verstärkte Verzögerung wurde über das zweite System erreicht. Mittels außen seitlich angebrachter Handbremse wirkte der Fahrer auf die Trommelbremsen an den Hinterrädern ein. Dies war eine damals weit verbreiteten Anordnung, und es ist naheliegend, dass die anderen Abresch-Cramer die gleiche Anordnung aufwiesen.
Die immer noch hölzernen Artillerieräder erhielten ebenfalls zeittypisch Vollgummireifen. Die Dimensionen variierten jeweils vorn und hinten. Model B und C waren auch mit Zwillingsrädern an der Hinterachse lieferbar.

### Aufbauten
Die meisten Aufbauten der Abresh-Cramer-LKW entstanden im nahe gelegenen Mutterhaus, das dafür seit der Jahrhundertwende eingerichtet war und neben seinen Fuhrwerken – bevorzugt für Brauereien – Personenwagen vor allem LKW einkleidete. Die Charles Abresch Company betrieb seit 1908 auch eine Markenvertretung für die angesehene Kissel Motor Car Company, Herstellerin von Mittel- und Oberklasseautomobilen und auch Nutzfahrzeugen. Neben Kissel-Fahrgestellen sind auch Chassis von Atterbury, Diamond T, F.W.D., Sterling und White belegt. Sie war zudem Konzessionär für Hercules-Aufbauten.

## Modellübersicht Abresch und Abresch-Cramer
Bislang konnten drei Baureihen mit Nutzlasten von 1 bis 4 sh. tn. (900 bis 3600 kg) identifiziert werden: Model A mit 1 bis 1,5 sh. tn. (905–1815 kg) Nutzlast, Model B mit 2 bi 3 tn (1815–2720 kg) Nutzlast und Model C mit 3 bis 4 tn (2720–3630 kg) Nutzlast; zumindest dieses Modell war auch als Frontlenker erhältlich. Ein Fünftonner wird erwähnt, scheint aber nicht gebaut worden zu sein. Die Abweichungen bei der Nutzlast sind auf den Hersteller selber zurückzuführen, der uneinheitliche Angaben machte.
Die technischen Daten entsprechen jenen der bei der Charles Abresch Company von 1909 bis 1910 hergestellten Abresch-LKW.
| Modell A.L.A.M.-Rating | Nutzlast sh. tn. / kg           | Motor               | Hubraum c.i. / cm³ (errechnet) | Leistung SAE-PS | Radstand in / mm | Fahrgestell Preis US$ | Abbildung |
| ---------------------- | ------------------------------- | ------------------- | ------------------------------ | --------------- | ---------------- | --------------------- | --------- |
| Model A 22,5 HP        | 1,0 / 905 1,5 / 1360 2,0 / 1815 | 4 Zyl. T-Kopf-Motor | 220,9 / 3620                   | 23              |                  | 2250.–                |           |
| Model B 36,1 HP        | 2,0 / 1815 3,0 / 2720           | 4 Zyl. T-Kopf-Motor | 389,9 /6388                    | 36              |                  | 3000.–                |           |
| Model C swb 40 HP      | 3,0 / 2720 4,0 / 3630           | 4 Zyl. T-Kopf-Motor | 471,2 /7720                    | 40              | 145 / 3683       | 3600.–                |           |
| Model C lwb 40 HP      | 3,0 / 2720 4,0 / 3630           | 4 Zyl. T-Kopf-Motor | 471,2 /7720                    | 40              | 175 / 4445       |                       |           |
| Model C swb COE, 40 HP | 3,0 / 2720 4,0 / 3630           | 4 Zyl. T-Kopf-Motor | 471,2 /7720                    | 40              | 145 / 3683       |                       |           |
| Model C lwb COE, 40 HP | 3,0 / 2720 4,0 / 3630           | 4 Zyl. T-Kopf-Motor | 471,2 /7720                    | 40              | 175 / 4445       |                       |           |

### Leistungsangaben
Zu den obgenannten Leistungsangaben gemäß A.L.A.M. (Association of Licensed Automobile Manufacturers) resp. SAE (damals: Society of Automobile Engineers) ist anzumerken, dass das A.L.A.M.-Rating anfangs hinlänglich exakte Werte lieferte. Sie wurde zur ersten US-amerikanischen Norm für Motorenleistung und machte diese erstmals markenübergreifend vergleichbar. Die Leistung wird berechnet; Zylinderbohrung² × Anzahl Zylinder; das Ergebnis wird durch 2,5 dividiert. Es handelte sich also um einen errechneten, nicht gemessenen Wert.
Abresch merkte an, zu Leistungsangaben die „SAE-Formel“ verwendet zu haben. Offensichtlich lieferte diese sehr ähnliche Daten wie das üblicherweise verwendete A.L.A.M.-Rating. Die A.L.A.M. hatte ihre Angaben bereits um 1903 festgelegt und ihre mitglieder darauf verpflichtet; die Nachfolgeorganisation N.A.C.C. (National Automobile Chamber of Commerce) bestätigte und erweiterte sie um 1912. In Gebrauch blieb diese Methode bis Anfang der 1920er Jahre.

## Abresch-Cramer Auto Truck Company (1910–1912)

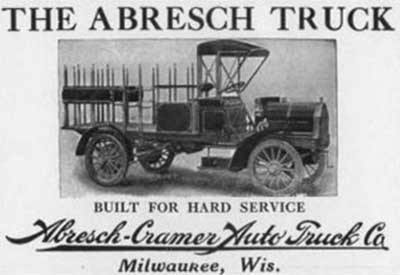
1910 Abresch-Cramer truck ad. Shown is Model A, with a payload of 1.5-2 tn.

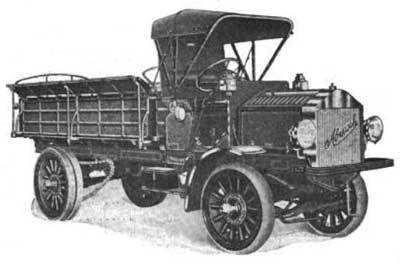
1911 Abresch-Cramer Model C 3-4 tn truck.

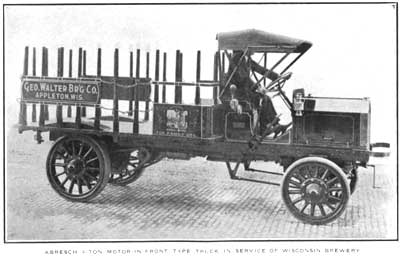
1910 Abresch-Cramer Model C 4 tn truck built by the Charles Abresch Co. of Milwaukee, Wisc.

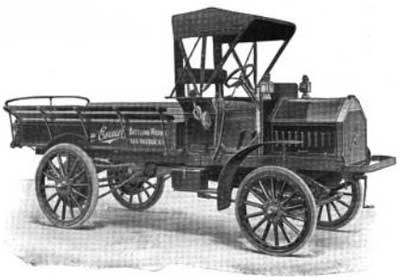
1911 Abresch-Cramer Model A, with a payload of 1.5-2 tn.

Abresch-Cramer Model A
Abresch-Cramer Model B
Abresch-Cramer Model C